# Катафрактарії

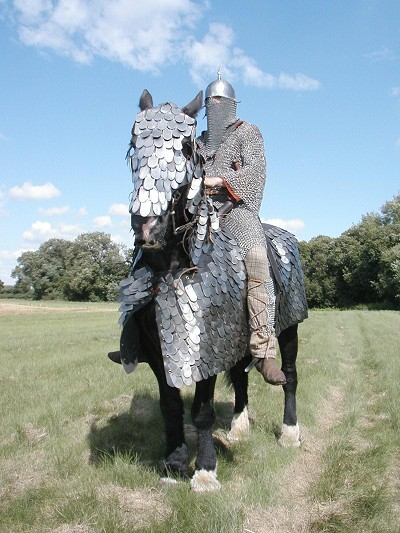
Історична реконструкція катафрактарія доби Сасанідів

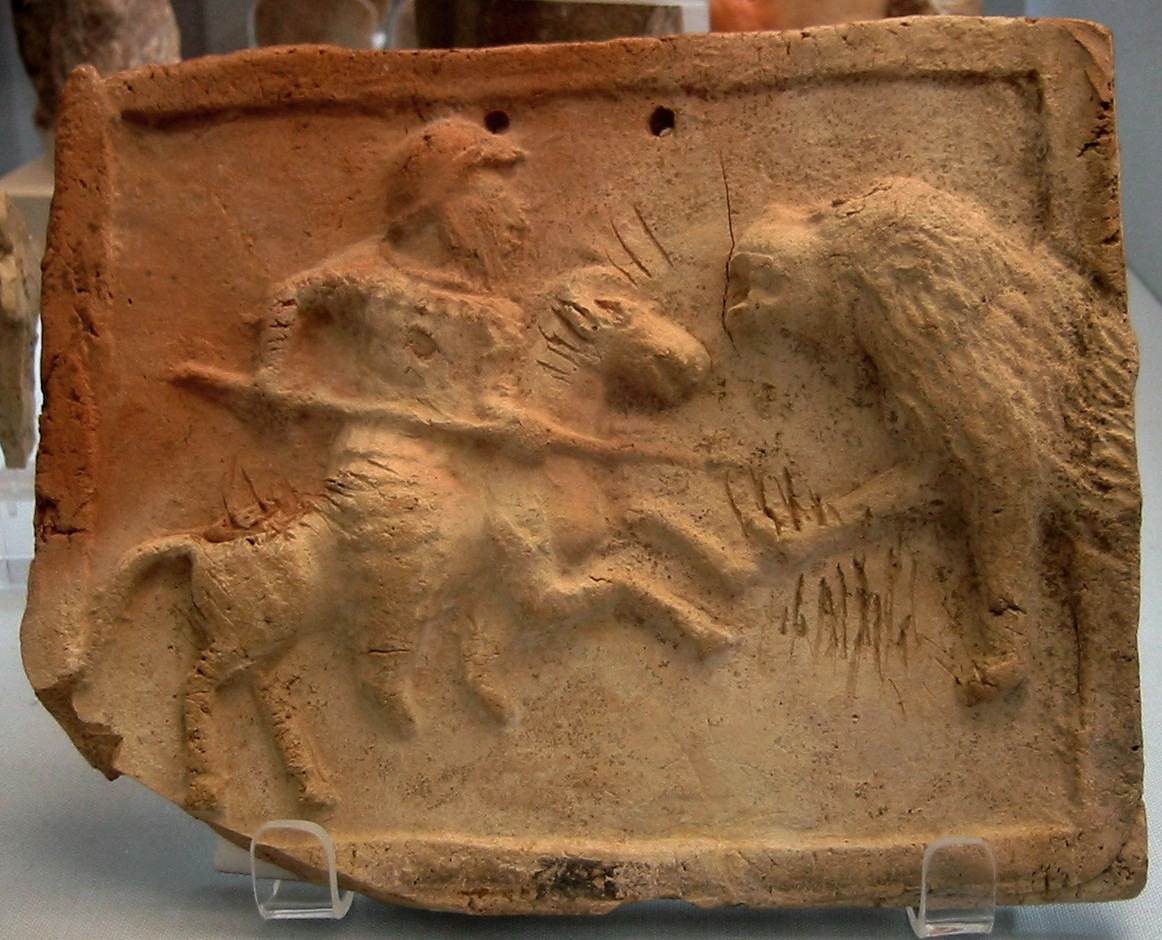
Парфянський катафрактарій на коні

Катафракта́́рії (від грец. κατάφρακτος) — різновид важкої кінноти, поширений у східних кочових іранських народів (скіфи, сармати), їх династій та пізніше у деяких грецьких та латинських держав.

## Характеристики
Катафрактарії були важкоозброєними і захищеними важкою бронею вершниками. Уперше вони з'явились в античні часи і існували у різних формах майже до кінця середніх віків. Спершу слово «катафрактос» позначала броню, яка повністю закривала вершника та коня, згодом так стали називати самого вершника, вбраного у таку броню.

## Значення
З військової точки зору за роллю, яку катафрактарії відігравали в бою, вони були тотожні середньовічній лицарській кінноті, хоча і дещо відрізнялись від неї за озброєнням та тактикою. Але політично катафрактарії були звичайними вояками і не становили окремої політично значущої верстви населення, на відміну від лицарів.
Римляни вперше зіткнулись з катафрактаріями під час війни з Пірром у 3 столітті до н. е. У 1 столітті до н. е., а ще більше під час війн династії Северів, коли сарматські та парфянські катафрактарії чимало шокували римлян тим, що виявились здатними надзвичайно ефективно протидіяти уславленій римській піхоті. Саме завдяки катафрактаріям парфянцями було розбито війська Красса у 53 році до н. е.
Самі римляни вперше використали катафрактаріїв у 2 столітті н. е. під час правління імператора Адріана (117—138). Масовіше впровадження важкої кінноти подібної до катафрактаріїв римлянами відбувалось у 3 та 4 століттях у відповідь на численні вторгнення варварів через північний кордон Імперії.